# Saison 8 d'Affaires non classées
Cet article présente le guide des épisodes de la huitième saison de la série télévisée Affaires non classées.

## Épisode 1:La vérité ne meurt jamais
- Royaume-Uni : 5 et 6 septembre 2004 sur BBC One
- France : sur TF1

- Amanda Burton (le professeur Sam (Samantha) Ryan)
- William Gaminara (le docteur Leo Dalton)
- Tom Ward (le docteur Harry Cunningham)
- Daragh O'Malley (Walter Shanley)
- Ciaran McMenamin (Joe Galvin, le fils de Sam Ryan)
- Brid Arnstein (Sam Ryan, âgée de 13 ans)
- Paul Gilmore (William Ryan, le père de Sam Ryan)
- Madaleine Bassett (Sam Ryan, âgée de 9 ans)
- Des McAleer (George Navin)
- Kathy Kiera Clarke (Jenifer Gagham)
- Stella Madden (Katy Quinn)
- Martin Carroll (un officier de police)
- Yvonne O'Grady (Vivian Steen)
- Marianne March (Valerie Nevin)
- Annie Farr (un médecin au service des urgences)
- Britta Smith (Cath)
- Annie Bird (une infirmière)
- Patrick Drury (Bob Gagham)

## Épisode 2:Plongée en eaux troubles
- Royaume-Uni : 12 et 13 septembre 2004 sur BBC One
- France : sur TF1

## Épisode 3:L’Heure de vérité
- Royaume-Uni : 19 et 20 septembre 2004 sur BBC One
- France : sur TF1

## Épisode 4:Corps numéro 21
- Royaume-Uni : 25 et 27 septembre 2004 sur BBC One
- France : sur TF1